# Нелленбург (ландграфство)

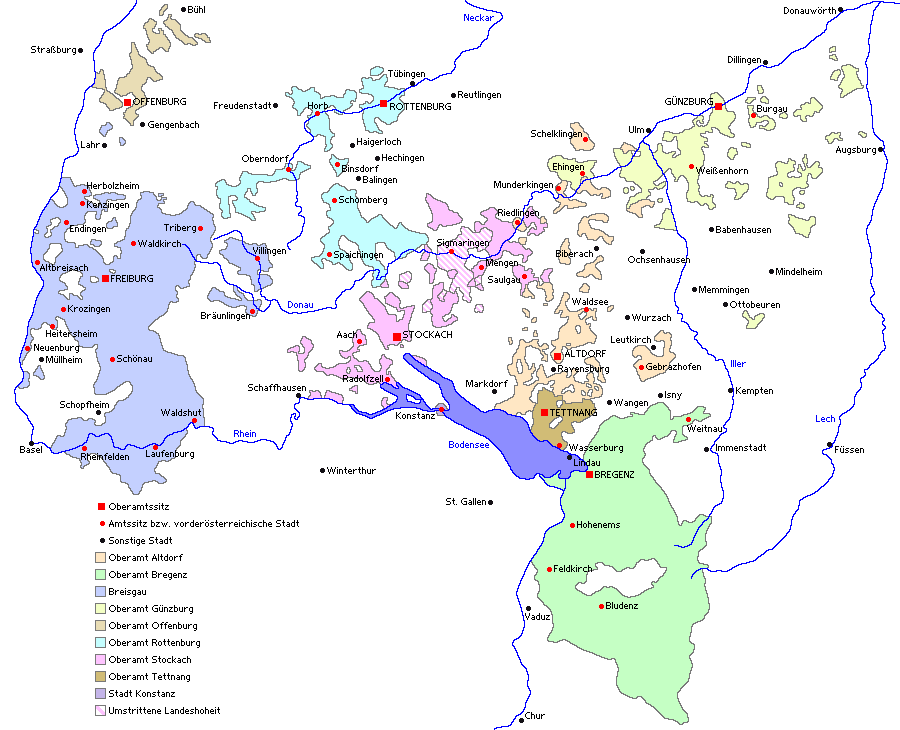
Карта Передней Австрии (ок. 1780 г.) Примерные очертания ландграфства Нелленбург отмечены розовым цветом

Ландграфство Нелленбург — административная единица Передней Австрии в Хегау и на Дунае. Получило своё название от имени графов Нелленбург, носивших титул ландграфов с 1268 года. Центром владения был изначально замок Нелленбург, и примерно с 1600 года — город Штоках.

## История

Герб графов фон Нелленбург. Также герб одноимённого ландграфства

Титул ландграфов Нелленбурги получили от короля Рудольфа в 1268 году после пресечения рода Штауфенов и начавшегося раздела их швабского наследства. Правда, остаётся невыясненным, было ли старое графство Хегау преобразовано в ландграфство уже в 1275 году, когда Мангольд фон Нелленбург был впервые назван ландграфом в Хегау, или это произошло только в 1401 году, когда граф Эберхард фон Нелленбург был пожалован королём Рупрехтом ландграфством в Хегау и Мадахе.
В XVIII веке в состав ландграфства входили города Энген, Тенген, Радольфцелль и Штоках, 6 деревень с правом проведения ярмарки, 83 большие деревни с приходской церковью, 69 деревень без приходской церкви, 14 малых селений, 135 отдельных крестьянских подворий, 56 замков (из которых 31 к тому времени уже был оставлен), 6 мужских и 3 женских монастыря, 4 почтовые станции, а также 97 мельниц.
К основным правам ландграфского управления относилось высшее правосудие, осуществлявшееся с XIV века в Штокахе, где, в основном, и располагались органы управления (их общий штат составлял порядка 80 человек). Так называемое низшее правосудие находилось, однако, в руках поместных рыцарских родов, всячески противодействовавших бюрократическому вмешательству ландграфских властей; их многочисленные конфликты были разрешены, в конечном счёте, в договорах 1487 и 1583 годов, разграничивавших полномочия ландграфского и земских судов.
После административной реформы 1790 года ландграфство Нелленбург вошло в состав новообразованного округа Нелленбург (Oberamt Nellenburg), территория которого простиралась от северо-западного берега Боденского озера с городами Радольфцель и Штоках, охватывая регион Хегау с городом Аах, и вплоть до Дуная с городом Менген, владение Гутенштайн (район современного города Зигмаринген), Заульгау и Ридлинген.